# Boléro pour piano de Bonis
Le Boléro pour piano, op. 177, est une œuvre de Mel Bonis, datant de 1932.

## Composition
Mel Bonis compose son Boléro en 1932. Il existe deux manuscrits, dont un des deux porte cette date. L'œuvre a été publiée à titre posthume aux éditions Furore en 2014. L'œuvre fait partie de ses dernières pièces pour le piano, avec son Dolorosa : In memoriam.

## Sources
- Étienne Jardin, Mel Bonis (1858-1937) : parcours d'une compositrice de la Belle Époque, 2020 (ISBN 978-2-330-13313-9 et 2-330-13313-8, OCLC 1153996478, lire en ligne)